# Мбата-Роу, Гугу
Гу́гулету Софи́я (Гу́гу) Мба́та-Роу (англ. Gugulethu Sophia «Gugu» Mbatha-Raw, род. 21 апреля 1983, Оксфорд) — английская актриса.

## Биография
Мбата-Роу родилась 21 апреля 1983 года в Оксфорде, Англия. Она родилась в межрасовой семье; её мать Анна Роу — медсестра из Великобритании, а отец Патрик Мбата — врач из Южной Африки. В 2004 году она окончила Королевскую академию драматического искусства в Лондоне, после чего выступала во множестве театральных постановок.
В начале карьеры Мбата-Роу появилась с небольшими ролями в ряде Британских телевизионных шоу, а в 2010 году дебютировала на американском телевидении с ролью в недолго просуществовавшем сериале NBC «Под прикрытием». Затем она снялась в ещё одном провальном сериале «Контакт» на Fox.
В 2013 году сыграла главную роль в фильме «Белль», которая принесла ей две номинации на премию британского независимого кино. В следующем году сыграла главную роль восходящей певицы в фильме «За кулисами», которая также принесла ей похвалу от критиков. После этого Мбата-Роу снялась в фильмах «Восхождение Юпитер» и «Защитник» (англ. Concussion) с Уиллом Смитом. В следующем году вышел другой фильм с названием «Защитник» (англ. The Whole Truth), где актриса уже сыграла с Киану Ривзом.
В 2015 году она получила главную женскую роль в фильме «Свободный штат Джонса» с Мэттью Макконахи. Премьера фильма состоялась 24 июня 2016 года. Позже она присоединилась к новой экранизации сказки «Красавица и Чудовище».
Большую популярность в 2016 году актрисе принесла роль бисексуалки Келли в эпизоде фантастического сериала «Чёрное зеркало». В серии «Сан-Джуниперо» Мбата-Роу сыграла возлюбленную героини Маккензи Дэвис. Серия получила высокие отзывы от критиков. The Guardian в своей рецензии назвал Мбата-Роу «катастрофически недостаточно привлекаемой актрисой» и отметил, что сюжет о запретной любви дает Гугу и её партнёрше возможность показать широту их эмоционального диапазона. Согласно опросу российского журнала о культуре «Афиша», эпизод был признан лучшим в третьем сезоне.

## Фильмография

### Кино
| Год  | Название на русском              | Название на английском  | Роль                    | Примечания |
| ---- | -------------------------------- | ----------------------- | ----------------------- | --- |
| 2007 | Желание мести                    | Straightheads           | Молодая девушка         | |
| 2009 | Закон Божий                      | Act of God              | Роуз                    | |
| 2009 | Все мои мечты о VHS              | All My Dreams on VHS    | Эрика                   | Короткометражный фильм |
| 2011 | Ларри Краун                      | Larry Crowne            | Талия                   | Номинация — Black Reel Award за лучший прорыв года |
| 2013 | Странный Томас                   | Odd Thomas              | Виола Пибоди            | |
| 2013 | Белль                            | Belle                   | Дайду Элизабет Белль    | Премия британского независимого кино за лучшую женскую роль Премия Ассоциация афроамериканских кинокритиков за лучшую женскую роль Номинация — Премия британского независимого кино за лучший дебют Номинация — Премия «Спутник» за лучшую женскую роль в кинофильме Номинация — NAACP Image Award за лучшую женскую роль в кинофильме |
| 2014 | За кулисами                      | Beyond the Lights       | Нони Джин               | Специальная премия международного кинофестиваля в Чикаго Номинация — BAFTA Award — Восходящая звезда Номинация — Премия Ассоциации кинокритиков Чикаго самой перспективной актрисе Номинация — Премия «Готэм» за лучшую женскую роль Номинация — Премия общества кинокритиков Флориды за лучший прорыв                                 |
| 2015 | Восхождение Юпитер               | Jupiter Ascending       | Фэмулус                 | |
| 2015 | Защитник                         | Concussion              | Према Мутисо            | |
| 2016 | Свободный штат Джонса            | The Free State of Jones | Рейчел Найт             | |
| 2016 | Защитник                         | The Whole Truth         | Шанель Брэди            | |
| 2016 | Опасная игра Слоун               | Miss Sloane             | Эсме Манучарян          | |
| 2017 | Красавица и Чудовище             | Beauty and the Beast    | Плуметт                 | |
| 2018 | Парадокс Кловерфилда             | The Cloverfield Paradox | Ава Хэмилтон            | |
| 2018 | Незаменимый ты                   | Irreplaceable You       | Эбби                    | |
| 2018 | Излом времени                    | A Wrinkle in Time       | доктор Кейт Мурри       | |
| 2018 | Быстрый цвет                     | Fast Color              | Рут                     | |
| 2018 | Воспитание                       | Farming                 | Мисс Дапо               | |
| 2019 | Сиротский Бруклин                | Motherless Brooklyn     | Лаура Роуз              | |
| 2020 | Питер Пэн и Алиса в стране чудес | Come Away               | взрослая Алиса Литтлтон | |
| 2020 | Мисс Плохое поведение            | Misbehaviour            | Дженнифер Хостен        | |
| 2020 | Страна солнца                    | Summerland              | Вера                    | |
| 2024 | Воздушное ограбление             | Lift                    | Эбби                    | |
| 2025 | Девушка из каюты № 10            | The Woman in Cabin 10   |                         | |
|      | Fuze                             | Fuze                    |                         | |

### Телевидение
| Год          | Название на русском                  | Название на английском               | Роль                       | Примечания                                                                                                |
| ------------ | ------------------------------------ | ------------------------------------ | -------------------------- | --- |
| 2005         | Холби Сити                           | Holby City                           | Коллетт Хилл               | Эпизод: «Overload»                                                                                        |
| 2005         | Безногий                             | Legless                              | Бет                        | Телевизионный фильм                                                                                       |
| 2005         |                                      | Walk Away and I Stumble              | Медсестра                  | Телевизионный фильм                                                                                       |
| 2006         |                                      | Vital Signs                          | Ева                        | 5 эпизодов                                                                                                |
| 2006         |                                      | Viva Blackpool                       | Молодая женщина            | Телевизионный фильм                                                                                       |
| 2006         | Призраки                             | Spooks                               | Дженни                     | 9 эпизодов                                                                                                |
| 2006         | Плохие девочки                       | Bad Girls                            | Фидельти Сандерс           | 2 эпизода                                                                                                 |
| 2007         | Мертвый умник                        | Dead Clever                          | Джессика                   | Телевизионный фильм                                                                                       |
| 2007         | Мисс Марпл Агаты Кристи              | Agatha Christie’s Marple             | Тина Эргул                 | Эпизод: «Ordeal by Innocence»                                                                             |
| 2007         | Доктор Кто                           | Doctor Who                           | Тиш Джонс                  | 4 эпизода                                                                                                 |
| 2008         | Суд и возмездие                      | Trial & Retribution                  | Дженни Миллер              | Эпизод: «The Box: Part 1»                                                                                 |
| 2008         |                                      | Fallout                              | Шанис Робертс              | Телевизионный фильм                                                                                       |
| 2008         | Раскопки                             | Bonekickers                          | Вив Дэвис                  | 6 эпизодов                                                                                                |
| 2008         | Ожившая книга Джейн Остин            | Lost in Austen                       | Пирана                     | 2 эпизода                                                                                                 |
| 2010         | Под прикрытием                       | Undercovers                          | Саманта Блум               | Регулярная роль, 13 эпизодов Номинация — NAACP Image Award за лучшую женскую роль в драматическом сериале |
| 2012         | Контакт                              | Touch                                | Клеа Хопкинс               | Регулярная роль, 13 эпизодов                                                                              |
| 2016         | Чёрное зеркало                       | Black Mirror                         | Келли                      | Эпизод: «San Junipero»                                                                                    |
| 2016—2019    | Проще простого                       | Easy                                 | Софи                       | 2 эпизода                                                                                                 |
| 2019         | Тёмный кристалл: Эпоха сопротивления | The Dark Crystal: Age of Resistance  | Селадон                    | 9 эпизодов (озвучка)                                                                                      |
| 2019         | Утреннее шоу                         | The Morning Show                     | Ханна Шоенфельд            | Регулярная роль, 10 эпизодов                                                                              |
| 2021—2023    | Локи                                 | Loki                                 | Равонна Лексус Ренслейер   | |
| 2021         | Предшественница                      | The Girl Before                      | Джейн Кэвендиш             | |
| 2022 — н. в. | На поверхности                       | Surface                              | Софи Эллис / Тесс Кэлдвелл | |
| 2025         | Война между сушей и морем            | The War Between the Land and the Sea | Солт                       | |